# Зейферт, Елена Ивановна
Елена Ивановна Зейферт (род. 3 июня 1973, Караганда) — российский поэт, прозаик и переводчик, литературовед, культуровед, литературный критик, редактор, журналист. Член Союза писателей Москвы и Союза переводчиков России.
Доктор филологических наук, профессор Российского государственного гуманитарного университета. Преподаватель теории и истории литературы, латинского языка.

## Биография
Родилась в 1073 году в Караганде. Бабушка и дедушка по отцу (Мария Йекель и Фридрих Зейферт) были депортированы в 1930 году в Казахстан из Поволжья (село Гларус). Выросла на окраине Караганды, в рабочем районе Транспортный цех, где в своё время были сконцентрированы депортированные немцы. Дед и бабушка по матери — Абрам Апостолов (еврей) и Роза Дайтхе (немка). Отец Зейферт Иван Фёдорович — горный инженер, мать Зейферт (Апостолова) Светлана Абрамовна — врач-фтизиатр. Обладая способностями вундеркинда Елена научилась читать и писать в возрасте трёх с половиной лет, а к семилетнему возрасту выступила автором рукописной книги стихов и прозы. Школьницей Лена Зейферт являлась постоянным победителем городских, областных и республиканских олимпиад по разным предметам — литературе, русскому, немецкому и казахскому языкам, биологии и др., писала стихи и прозу (первая публикация в журнале «Мурзилка» в 1984 году). С 1990 по 1995 годы училась в Карагандинском государственном университете им. Е. А. Букетова по специальностям «Филолог. Преподаватель русского языка и литературы» и «Преподаватель классической литературы и латинского языка». Научные работы студентки Лены Зейферт со второго курса её обучения докладывались профессорско-преподавательскому составу кафедры, публиковались в сборниках трудов.
В середине 1990-х раскрылась как поэт, исследователь и преподаватель русской литературы и теории литературы, к концу 1990-х проявила себя как прозаик, переводчик, критик. С 1997 года ведущая литературного клуба «Мир внутри слова» и мастерской при нём.
В 1998 защитила диссертацию на соискание учёной степени кандидата филологических наук «Жанр отрывка в русской поэзии первой трети XIX века» в Алма-атинском государственном университете им. Абая по специальности «Теория литературы» (научный руководитель проф. С. А. Матяш). Работала преподавателем, старшим преподавателем, доцентом кафедры русской и зарубежной литературы Карагандинского государственного университета им. Е. А. Букетова. Автор гимна Карагандинского государственного университета им. Е. А. Букетова.
В 2008 защитила диссертацию на соискание учёной степени доктора филологических наук «Жанровые процессы в поэзии российских немцев второй половины XX — начала XXI вв.» в Московском государственном университете им. М. В. Ломоносова по специальности «Теория литературы. Текстология». Работала редактором и обозревателем «Литературной газеты» (отделы «Евразийская муза», «Многоязыкая лира России», «Рукопожатие»), координатором литературной работы и образовательной программы бакалавриата Международного союза немецкой культуры, главным редактором литературно-художественного отдела издательства «МСНК-пресс» (Москва). С марта 2012 года по настоящее время — профессор кафедры теоретической и исторической поэтики Российского государственного гуманитарного университета. По совместительству с 2014 по 2020 гг. работала ведущим специалистом по литературе Института этнокультурного образования. С 2021 года — по совместительству ведущий научный сотрудник лаборатории сравнительного литературоведения и художественной антропологии в Московском государственном лингвистическом университете. Член диссертационного совета по защите докторских и кандидатских диссертаций при РГГУ (Д 212.198.04).
Член Международной ассоциации исследователей истории и культуры российских немцев (Москва).
Организатор и модератор мастер-классов, литературных семинаров, конференций — семинара «Литературный жанр» на Всероссийской школе творческого мастерства российских немцев (ноябрь 2009, Москва), семинара переводчиков стран СНГ и Балтии «Страны СНГ и Балтии: единое межкультурное пространство» (в рамках VII съезда Союза переводчиков России (28-30 мая 2010), а также заседания Совета Международной федерации переводчиков (ФИТ)), секции по литературе культурно-исторического семинара для молодёжи в Германии, семинаров литературного клуба «Мир внутри слова» в Москве, Переделкино, Ясной Поляне, Берлине, Ульяновске, Омске, Барнауле, Пятигорске и др. С 2011 г. ведёт свою литературную мастерскую «На Малой Пироговке» в библиотеке на Малой Пироговской. Участница III Международного русско-грузинского поэтического фестиваля «В поисках Золотого руна» (июнь 2009, Грузия, Григолети), III Форума переводчиков и издателей СНГ и стран Балтии (октябрь 2009, Ереван — Цахкадзор), XVIII Всемирного поэтического фестиваля «Эмигрантская лира» (август 2016, Брюссель, Льеж, Париж), ежегодных Берлинских чтений, Литературного шатра на Германо-российском фестивале, фестивалей верлибра в Москве и других мероприятий.
Председатель и член жюри международных литературных конкурсов в России, Германии, Казахстане.
В разное время корреспондент и обозреватель «Московской немецкой газеты», московского журнала «Gemeinschaft», казахстанского книжного обозрения «Книголюб», казахстанской газеты «Deutsche Allgemeine Zeitung», германских газет и журналов, а также медиа-портала «Gazeta.kz».
Член редколлегии журналов «BiZ-Bote» (Москва) и «AMANAT» (Алматы), альманаха «Голоса Сибири» (Кемерово). Главный редактор литературно-художественного альманаха «Дар слова» (Казахстан, 2002—2004). Ведёт рубрику «Наша литература» в журнале «Biz-Bote».
Автор термина «полигранизм» и манифеста полигранизма, декларирующего преимущества авторов, уверенно, полноценно и увлечённо владеющих разными видами словесного творчества (а нередко одновременно литературной и другой творческой деятельностью). Благодаря деятельности Елены Зейферт как культуртрегера возник своеобразный Seifert-Kreis, то есть круг Зейферт, в который благодаря её многожанровости вовлекаются всё новые поэты, прозаики, переводчики, литературоведы, критики.
Живёт и работает в Москве.

## Личная жизнь
- Первый муж — Юрий Вайханский, музыкант, финансовый аналитик, ликвидатор последствий аварии на Чернобыльской АЭС, подполковник. Ушёл из жизни 20.09.2019. Потерял здоровье в Чернобыле[источник не указан 630 дней].
  - Дочь — Анна Юрьевна Вайханская (род. 20.05.2011).
- Второй муж (с 11 июня 2021) — Илья Спрингсон (род. 1979), рок-музыкант, лидер группы Springson, прозаик, автор поэтических текстов.

## Вклад в литературу и литературоведение

### Стихи и проза
Автор книг стихов и прозы, в том числе для детей. В прозе работает по преимуществу в жанрах повести, рассказа и миниатюры. Автор романа «Небоскрёб Парнаса», «карагандинской» повести «Плавильная лодочка», «повести о заботе» «Суброза», сборника новелл «Сизиф & К».
Автор книги стихов «Метафоры на пуантах». «Метафора на пуантах» может быть рассмотрена как особый лирический жанр, верлибрическая миниатюра с непредсказуемым финалом, «пуантом» — странной метафорой, созданной по принципу подобия неподобного. Создала жанровые формы «метафоры на пуантах» («Метафоры на пуантах»); метафизического «портрета», в котором внешнее описание переходит в непостижимое внутреннее («Портреты. Лирический цикл»); особого «античного стихотворения», в котором «точка отсчёта» внутри античности, реалии мерцают как метафоры, сложные субъектно-объектные и синтаксические переходы, верлибр с амплитудой от сверхкраткой до сверхдлинной строки. Автор «античного цикла» «Греческий дух латинской буквы», по мнению критиков, передающего впечатление подлинной античности.

### Литературоведение и критика
Автор монографий о русской и немецкой литературе. Области пристального внимания — «золотой век» русской поэзии и новейшая поэзия. Теоретик литературы, активно публикует статьи о проблемах литературного творчества, стиха, жанра. Научные интересы: жанр, стих, психология литературного творчества, компаративистика, художественная антропология, хронотоп, доминанта, русская литература первой трети XIX века, современная русская литература, немецкая литература, литература российских немцев, этническая картина мира в литературе, античная литература, переводоведение (немецкий язык, латинский язык), физиология языка, художественный билингвизм, объёмность произведения, энергия в художественном произведении, «простое» («нестилевое») слово, метафора, рок-поэзия, иерархия литературного процесса, методика преподавания литературы.
Ведущий исследователь литературы российских немцев, основоположник научной школы комплексного исследования литературы российских немцев сквозь призму их этнической картины мира, автор более 1000 публикаций о литературе российских немцев. Одна из важных граней научного творчества — немецкая литература.
Дала определение романтического отрывка. Отрывок — лирический жанр среднего объёма, тяготеющий к эстетико-философской проблематике, имеющий в качестве константы авторское указание на стилизованную фрагментарность. Стимулированный западноевропейскими романтическими идеями, отрывок появляется как иллюзия «осколка бытия», цельность которого подчёркивается графической нерасчленённостью и астрофизмом. Художественное время и пространство отрывка нередко обращены
в вечность и бесконечность, финал отрывка в сравнении с элегическим оптимистичен. Хронологические контуры жизни жанра отрывка таковы. Интенсивная жизнь жанра приходится на первую треть XIX в., где достаточно чётко выделяются два периода — 1800—1810-е годы и 1820—1830-е годы. В первом периоде жанр формируется, используя перечисленные источники (кроме «фрагментов» А. Шенье). Крупнейшими фигурами этого периода стали В. Жуковский и К. Батюшков. Во второй период жанр переживает свой расцвет, что выражается в интенсивности создания отрывков и богатстве стиховых форм. Последнее в настоящей монографии объясняется тем, что исследуемый жанр уже сформировался и не стремился использовать формы стиха, отличающие его от общего фона русской лирики, как это было в 1800—1810-е годы. Главными фигурами второго периода предстают А. Пушкин и М. Лермонтов.
В своих трудах о литературном творчестве ввела в активный научный оборот категории «дословесное» и «послесловесное», а также «внесловесное». Определения этих категорий, предложенные Е. Зейферт: «Дословесное — категория мышления и интуитивного прозрения, используемая для характеристики свойств элементов литературного произведения, относящихся к стадии его создания до словесного воплощения (дословесной стадии) и возможному естественному или искусственному сохранению части из них в тексте. Послесловесное — категория мышления и интуитивного прозрения, используемая для характеристики свойств возможных элементов, возникающих в сознании автора и рецепции читателя на стадии создания произведения после его словесного воплощения (послесловесной стадии). Внесловесное — категория мышления и интуитивного прозрения, используемая для характеристики свойств всех, кроме явленных в слове, элементов литературного произведения, возникающих в сознании автора и рецепции читателя на словесной и послесловесной стадиях и создающих его объёмность (многомерность)».
В своих работах по психологии литературного творчества использует авторский термин «насильственная авторская перезагрузка художественной системы».
Насильственная авторская перезагрузка художественной системы — намеренный жёсткий отказ зрелого автора от воспроизведения своей стилевой манеры или успешной художественной формы с целью освобождения пути новым признакам поэтики и художественным формам.
Автор терминов «зона лиминальности» и «эффект лиминальности»: предлагает для обозначения зоны явного перехода от одной плоскости к другой в восприятии художественного произведения использовать термин «зона лиминальности», а «эффектом лиминальности» обозначать результат как следствие рецепции этой зоны перехода. Автор термина «делириопоэтика», обозначающего область теории литературы, изучающую произведения с темой и мотивами безумия и произведения, на разных уровнях стилизованные под написанные безумным человеком, а также литературные произведения безумных людей.
Автор термина «зрелое преждевременное произведение». «Зрелое преждевременное произведение» — эстетически целостное произведение, опередившее время, активно влияющее на последующие литературные произведения и закрывающее развитие потенциальных литературных форм, которые оно опередило. Осознать вес и ценность таких произведений можно только по прошествии некоторого времени с момента их рождения — по следам их влияния на литературный процесс. При исследовании важно определить, продуктивно ли функционирует подобное произведение в качестве источника питания и какие импульсы оно посылает другим текстам. Изучать «зрелые преждевременные произведения» показательно с учётом исследования последующего их контекста (произведений, рождённых под их влиянием). Кроме того, литературовед может предполагать не рождённые литературные факты, появление которых было закрыто возникновением «зрелых преждевременных произведений». Очевидно, что «зрелой преждевременной вещью» может быть только опубликованное или широко распространённое в списках произведение.
Автор термина «доминанта (доминанты) поэтики художественного произведения, или носитель (носители) эмоционально-смысловой доминанты». Это при равноценности в теории всех элементов несущий важнейший посыл эмоционально-смысловой доминанты элемент (элементы) конкретного художественного произведения, выступающий вперёд, «говорящий» больше других элементов, находящийся на вершине иерархии элементов произведения, пронизывающий его на всех уровнях на продолжении всего произведения или существенного его фрагмента, захватывающий внимание реципиента.
Автор термина «физиология языка художественной литературы». Это участие центральной (зоны Вернике и Брока) и периферической (органы речи и слуха) групп речи, а также дыхания, мимики, жестов, телодвижений творческого человека в создании и рецепции художественного произведения.
Автор термина «рокированная гейневская строфа».
Автор литературоведческого термина "сила". Сила в лирическом произведении – теоретико-литературная категория, определяющая соотношение предметов и явлений и направляющая их в метафизический континуум, близкий к непостижимому отсутствию. Как категория сила пронизывает все уровни произведения – субъектно-объектный, хронотопический, композиционный, лексический, интонационно-синтаксический и другие. Будучи векторной величиной, она направляет лирический сюжет, развивает мотивное поле вперёд и ввысь, создавая болезненную для субъекта/объекта метаморфозу, приводящую к тишине как блаженному времени-пространству.
Автор термина «активно семантизированная граница». Это синтаксическая и лексическая граница в стихотворении, на участке которой происходит, с одной стороны, несовпадение стихового и синтаксического рядов, а, с другой, активное затемнение основного значения словесного образа (словесных образов) и мерцание колеблющихся признаков.
Автор терминов "переводческая вторичная авторская вненаходимость" (уход автора-переводчика с собственной поэтикой как из художественного бытия оригинала, так и из стоящей за ним реальной действительности, воссоздание идентичности автора оригинала на иноязычной почве с помощью языкового эквивалента с целью создания текста, мерцающего как «свой»/«чужой») и "интертекстуальная вторичная авторская вненаходимость" (уход автора из изображаемого реального бытия и сопротивление в процессе творчества художественному миру другого автора как мирообразу, усмирение этого влияющего мира, вовлекшего в себя через интерес к нему, с помощью ослабления своей идентичности в нём).
Автор термина "атон" (безударный слог в стихе).
Исследователь рок-поэзии, автор фундаментальных работ по творчеству Джима (Джеймса Дугласа) Моррисона, Марка Болана и других рок-исполнителей.
Активно выступает как действующий критик, публикуя рецензии и другие литературно-критические работы в журналах «Волга», «Урал», «Литературная учёба», «Знамя»,"Дружба народов" и других изданиях.

### Переводы
Переводческая художественная практика — в основном с латинского и немецкого языков; есть переводы с казахского; с других языков — по подстрочникам. Переводчик древнеримской поэзии (Гораций, Вергилий, Катулл и др.). Переводит немецких, болгарских авторов, поэтов народов СНГ и России. Из немецких авторов Елена Зейферт переводила Иоганна Вольфганга Гёте, Аннетте фон Дросте-Хюльсхофф, Николауса Ленау, Готфрида Келлера, Райнера Мария Рильке, Эльзу Ласкер-Шюлер, Стефана Георге, Георга Тракля, Георга Гейма, Фридриха Ницше, Карла Шпиттелера, Машу Калеко, Пауля Целана, Непомука Ульманна, Яна Вагнера, Виктора Шнитке и др. Сама создаёт стихи на русском и немецком языках. Стихи Елены Зейферт переводились на болгарский, немецкий, греческий, французский, армянский, грузинский, казахский, таджикский и другие языки, проза — на немецкий и казахский.

### Составление коллективных сборников
Составитель коллективных сборников и альманахов; автор литературно-критических и литературоведческих книг. Автор глав учебников и коллективных монографий Института литературы и искусства Академии наук Республики Казахстан и Института мировой литературы им. Горького Российской Академии наук. Автор-составитель и ответственный редактор антологии литературы российских немцев «Навстречу недоверчивому солнцу» (М., 2012, 2-е изд. — 2016) и хрестоматии прозы российских немцев «В воздухе растёт колокольня из звуков» (М., 2016). Выступила составителем более 20 коллективных книг в России и Казахстане.

### Журнальные публикации. Антологии
Публиковалась в журналах «Новое литературное обозрение», «Вестник Европы», «Октябрь», «Волга», «Урал», «Литературная учёба», «Знамя», «Дружба народов», «Нева», «Юность», «Новый Гильгамеш», «Новая Юность», «Кольцо А», «Крещатик», «Московский вестник», «Простор», «Нива», «АMANAT», «Аполлинарий», «Тан-Шолпан», «Phönix» («Феникс»), «Тамыр», альманахах «Век XXI. Международный альманах», «Portfolio», «Пенаты», «Seagull» («Чайка»), «Стороны света», «Таллин» и др. Стихи Елены Зейферт вошли в антологию мировой поэзии «Tristan Tzara» (Румыния, 2010).

### Книги стихов и прозы
- Расставание с хрупкостью. Первая книга стихов. — Караганда, 1998. — 98 с., ил.
- Расставание с хрупкостью. Первая книга стихов. Детские боги. Вторая книга стихов. — Караганда, 1999. — 192 с., ил.
- Я верю в небо. Третья книга стихов. Вечность вещей. Четвёртая книга стихов. Прозрачность век. Первая книга прозы. — Караганда, 2000. — 344 с., ил.
- Малый изборник. Стихи и проза. — Караганда, 2002. — 136 с., ил.
- Сухой тополь. Триптих. — Караганда, 2002. — 20 с.
- Полынный венок (сонетов) Максимилиану Волошину. «Со дна морского вышел Крым как Дом…». — Караганда, 2003. — 40 с.
- Волшебное Подземное Царство Караганда, или Приключения Куата Мусатая / Идея проекта, общ. дизайн Р. Сейсенбаева. — Семей: Международный клуб Абая, 2005. — 28 с., илл.
- Мир так устроен… — Караганда, 2005. — 12 с. (соавтор художник Н. Вшивцева; стихи и картины по одной тематике)
- Серия «Стихи. Раскраски»: Вкусные рифмы. Скороговорки для гибкого язычка. Частушки озорного мальчишки. Я и мои проказы. Летний отдых. Машины. — Караганда, 2005.
- Веснег. Becher. Стихи и переводы. — М.: Время, 2009. — 208 с. (Серия «Поэтическая библиотека»)
- Верлибр: Вера в Liebe. Книга свободных стихов. Das Buch der freien Gedichte. — Германия, Оерлингхаузен, 2011. — 186 с.
- Зеркальные чары. Сказка для тех, чья душа похожа на розу без шипов. — М.: МСНК-пресс, 2011. — 48 с., илл.
- Ладонь цветка. Стихи и проза для детей и подростков. Книга «на вырост». — М.: Карапуз, 2011. — 64 с., илл.
- Namen der Baeume. Имена деревьев. Стихи. — Грац: SoralPRO Verlag, 2013. — 104 с.
- Потеря ненужного. Стихи, лирическая проза, переводы / Послесл. Л. Аннинского, А. Таврова, Б. Кенжеева. — М.: Время, 2016. — 224 с. (Серия «Поэтическая библиотека»)
- Сизиф & Кº. Книга прозы. — Москва-Барнаул, 2016. — 280 с.
- Antike Gedichte / Aus dem Russischen Nachdichtung von Wendelin Mangold. — Gelsenkirchen: Edita Gelsen, 2017. — 70 S.
- Spiegelzauber. Ein Märchen für alle, deren Seelen Rosen ohne Dornen sind = Зеркальные чары. Сказка для тех, чья душа похожа на розу без шипов / Пер. на нем. К. Юрхотт; худ. А. и В. Кендель: Литературно-художественное из-дание на нем. яз. — М.: ООО «Русдойч Медиа», 2016. — 48 с. (Страна сказок)
- Греческий дух латинской буквы. Книга лирики. — М.: Русский Гулливер; Центр современной литературы, 2017. — 124 с. — (Поэтическая серия «Русского Гулливера»).
- Antike Gedichte / Aus dem Russischen Nachdichtung von Wendelin Mangold. — Gelsenkirchen: Edita Gelsen, 2017. — Zweite Ausgabe. — 92 S.
- Vers libres der Liebe / Aus dem Russischen Nachdichtung von Wendelin Mangold. — Westfalen: Edita Gelsen, 2019. — 76 S.
- Плавильная лодочка. Карагандинская повесть. — М.: Новое литературное обозрение, 2023. — 160 с.

### CD
- Язык эльфов. Избранные стихи. Аудиокнига. Читает автор. Муз. Жана Мишеля Жарра. Худ. Анна Семёнова. — Запись произведена 21 марта 2004. — Караганда: Студия звукозаписи Марата Рысбекова-младшего, 2004. — 60 мин.
- Мюнхенская Золушка. Стихи и переводы Елены Зейферт. Композитор и исполнитель Юрий Вайханский (гитара). Худ. Анастасия Дубинина. — Запись произведена в сентябре-октябре 2010. — М.: Студия звукозаписи «URGA-records», 2010. — 65 мин.
- Немецкая поэзия в переводах Елены Зейферт. Композитор и исполнитель Юрий Вайханский (гитара). Худ. Ханс Винклер. — Запись произведена в мае 2012. — М.: Студия звукозаписи «URGA-records», 2012. — 59 мин.

### Книги критики
Ловец смыслов, или Культурные слои. Книга критики. — М.: МСНК-Пресс, 2010. — 272 с.

### Научные и учебно-методические книги
- Жанр отрывка в русской поэзии первой трети XIX века. — Караганда, 2001. — 296 с.
- Жанр отрывка: структура и содержание. Учебно-методическое пособие. — Караганда, 2004. — 200 с.
- Жанр отрывка: структура и содержание (программа для ЭВМ). Электронное учебно-методическое пособие. Авторское свидетельство № 195 от 30 марта 2007. — Астана, 2007.
- Жанровые процессы в поэзии российских немцев второй половины XX — начала XXI вв. — Караганда, 2007. — 682 с.
- Жанр и этническая картина мира в поэзии российских немцев второй половины XX — начала XXI вв. — Германия, Лаге: BMV Verlag Robert Burau, 2009. — 534 с.
- Неизвестные жанры «золотого века» русской поэзии. Романтический отрывок. — М.: Флинта; Наука, 2014. — 380 с.

### Коллективные монографии и учебные пособия
- Ананьева С. В., Зейферт Е. И. Немецкая литература // Литература народов Казахстана. — Алма-Ата: Гылым, 2004. — С. 160—210.
- Немецкая литература // Очерки по мировой литературе рубежа XX—XXI столетий. — Алма-Ата: Институт литературы и искусства им. М. О. Ауэзова МОН РК, 2006. — С. 245—272.
- Литература немцев России. Еврейская, немецкая, цыганская, карельская и другие литературы, рассматриваемые вне литературных зон и регионов // Литература народов России. Учебное пособие / Под ред. Р. З. Хайруллина и Т. И. Зайцевой. — М.: ИНФРА-М, 2016. — С. 352—361.
- Литература российских немцев // Мировой литературный процесс: контент, направления, тренды. Учебное пособие. — Алматы: Гылым ордасы, 2017. — С. 72-98.
- Литература российских немцев Казахстана: транскультурализм // Литературное трансграничье: русская словесность в России и Казахстане: коллективная монография / отв. ред. В. И. Габдуллина. — Барнаул : АлтГПУ, 2017. — C. 198—208.

## Награды
- Дипломант I Международного Волошинского конкурса в честь 100-летия Дома Поэта в номинации «Стихи, посвящённые М. Волошину» (Коктебель; Москва, 2003)
- Лауреат Международного конкурса «Шабыт» в номинациях «Поэзия» (Астана, 2002) и «Проза» (Астана, 2004)
- «Лучший рассказ года — 2003» за рассказ «Глиняный человек» и ручка с сапфиром от журнала «Сезон» (Алматы, 2003)
- Лауреат премии конкурса Национальной Литературной Сети «Литер.ru» (2001, 2003). Дипломант конкурса Национальной Литературной Сети «Литер.ru» (2002).
- Лауреат Международного интерактивного конкурса «Магия твёрдых форм и свободы» в номинациях «Рондо» и «Верлибр» (Алматы, 2004)
- Лауреат IV, VI фестивалей Абая, проведённых Международным клубом Абая (июль 2004, Караганда; июль 2007, Астана); медаль Международного клуба Абая
- Гран-При X Открытого поэтического конкурса им. А. Коштенко; победитель в номинациях «Лучшее философское стихотворение» и «Лучшее гражданское стихотворение» (Кустанай, 2006); медаль конкурса
- Лауреат культурного проекта «Моя Родина — Казахстан 2008» в номинации «Лучший очерк» на тему «Наш современник» (Алматы, 2008)
- Лауреат фестиваля литературы и искусства «Русский Stil» в номинациях «Стихи на немецком языке» и «Нашим детям» (Германия, 2009). Медали и статуэтка конкурса
- Лауреат журнала «Футурум АРТ» за 2009 год (Москва). Цикл «Грузинский серпантин»
- Лауреат главной премии в области литературы министерства федеральной земли Баден-Вюртемберг (2010, Штутгарт, Германия)
- Лауреат премии журнала «Дети Ра» (2010). Цикл «Полынный (венок) сонетов Максимилиану Волошину»
- Золотой лауреат Национальной литературной премии «Золотое Перо Руси» (2011; медаль, диплом «За солнечную деятельность», статуэтка Кузнецовского фарфора)
- Лауреат I степени I Международного поэтического конкурса «Лига Гран-При» (Кустанай, 2011)
- Лауреат Всероссийского конкурса Международного союза немецкой культуры 2010 г. (книга критики «Ловец смыслов, или Культурные слои», CD «Мюнхенская Золушка» в соавторстве с Ю. Вайханским), 2011 г. (книги для детей «Ладонь цветка» и «Зеркальные чары»), 2012 г. (CD «Немецкая поэзия в переводах Елены Зейферт»)
- Обладатель знака отличия «Трудовая доблесть России» от Всероссийской общественной организации героев, кавалеров государственных наград и лауреатов государственных премий «Трудовая доблесть России» (Москва, 2015)
- Золотой лауреат VIII Всемирного поэтического фестиваля «Эмигрантская лира» в конкурсе поэтов-эмигрантов «Эмигрантский вектор» (Брюссель, Льеж, Париж, август 2016; статуэтка) и диплом «За оригинальное раскрытие темы „Здесь“ (о стране нынешнего проживания)»
- Лауреат IV Международного литературного конкурса произведений, посвященных Армении (Ереван, 2017)
- Лауреат I степени конкурса на соискание литературной премии «Эхо» Союза российских писателей за критику и эссе (Вологда, 2019)
- Лауреат Премии Международного литературного фестиваля им. Алексея Парщикова «Дирижабль», известного также как Alexey Parschtschikow-Preis (Германия, Берлин, 2021).

## Цитаты
О поэзии
Сведение тяжести к лёгкости – лейтмотив. Молчание – тишина – потеря… Проницательный Бахыт Кенжеев, прочитав стихи, воспринял это как укрощение сущего. Экономия сил?! Да тут такой напор творческой энергии – плюс к таланту от Бога – что ни в какую экономию не поверишь…
Лев Аннинский
 Из предисловия к книге Елены Зейферт «Потеря ненужного» (М.: Время, 2016)
О поэзии
…когда стихотворение не рассказывает, не показывает реальность, а создаёт её заново, предоставив наиболее глубинным её уровням войти в строки и метафоры. Это Мандельштам, Заболоцкий, Парщиков… Такова поэтическая установка Елены Зейферт. В лучших своих стихотворениях она дожидается именно таких слов. Причем появление их не ограничено пассивной тишиной, родовспомогательницей речи, нет. На пути происхождения таких строк их подхватывает мощная энергия – ещё одна отличительная черта стихотворений Зейферт. Думаю, что жизнь и энергия – то, что характерно манере этого автора с самого начала. 
Прозрачная сторона стихотворения Зейферт присутствует как невидимый ток энергии, окутывающей и омывающей её «телесные» слова, которые и принадлежат этому потоку, и являются его манифестацией. В такой энергии стиха-речи скрыта/открыта мощная потенциальность, взламывающая привычные ходы мысли, ибо она ближе к самой жизни, чем к законам грамматики.

Андрей Тавров
 Из предисловия к книге Елены Зейферт «Потеря ненужного» (М.: Время, 2016)
О прозе
Мир прозы Елены Зейферт – мифологический и реалистический одновременно. Но поскольку мифология может проникать в самый потаённый центр реальности, то вся книга изображает мир таким, каков он есть не только на поверхности, но и в некоей глубине. До известной степени это мир не только глазами человека, что-то ирреальное, доброе то проявляется в нём, то исчезает. И зло здесь так же таинственно, как и добро.
Юрий Мамлеев
 Из предисловия к книге Елены Зейферт «Сизиф & Кº» (2016)